# Vicente García Hernández
Vicente García Hernández (Molina de Segura, Murcia, 1933) es un sacerdote católico, poeta, escritor y ensayista español.

## Biografía
Estudió en los Seminarios de San José y San Fulgencio de Murcia y se ordenó sacerdote el 20 de junio de 1957. En su larga vida sacerdotal, ha desarrollado su labor pastoral en Pliego, Casas Nuevas de Mula, Archena, Las Torres de Cotillas, El Puntal, Javalí Viejo, San Pedro del Pinatar, Los Alcázares y en San Blas,  Santiago de la Ribera. Pasiones suyas, junto a la literatura, son la arqueología y la música. En Murcia fue profesor del Instituto "Infante don Juan Manuel" y colaborador en Radio Nacional del Sureste.

## El autor y su obra
Sus primeros trabajos se publicaron en revistas literarias como Uriel, Poesía española, Caracola o Ínsula. Debido a sus publicaciones en Uriel, fue seleccionado para formar parte, siendo todavía estudiante, en la antología Poesía sacerdotal contemporánea (Uriel, 1957). En 1963, obtiene el premio Polo de Medina de poesía, que otorgaba la Diputación de Murcia, con su obra Dios se llama forastero, su primera obra poética importante; y poco después, con su libro Los pájaros, ganó un «accésit» al Premio Adonais 1965. Con Los vidrios rotos consigue, en 1975, el Premio de novela corta, de la Diputación de Murcia, y en 1978, el de Teatro Andrés Baquero por su obra Las arañas. Su obra poética se ampliaría con Introducción a una selva incipiente, 1975; Creo en la tierra, 1977; Labios en la Vía Láctea, 1982; Los pájaros hablados, 1990; Casi amor o cántico, 1993; Si quieres ser mi diálogo (Libro para la oración), 1993; Navidad poética, 1997; Materia elemental, 2012; Piedras rodadas, 2017; Oh, Navidad, 2017; Y atrapé el viento, 2017; Me detuve, y toqué el silencio, 2021. Palabras y alas en el aire, 2022. La Región de Murcia en la colección Adonáis, 2023. Inacabada claridad. 2024.
Además de en Poesía sacerdotal contemporánea (Uriel, 1957), ha sido incluido en las antologías Última poesía religiosa, Barcelona, 1967, y Nuevo mester de clerecía, de Florencio Martínez Ruiz, Madrid. 1978. Premio Andrés Andrés Salom de poesía 2011, al poema, publicado en Ágora, Materia elemental; también en Poemas sin primavera, Totana, 2021. 

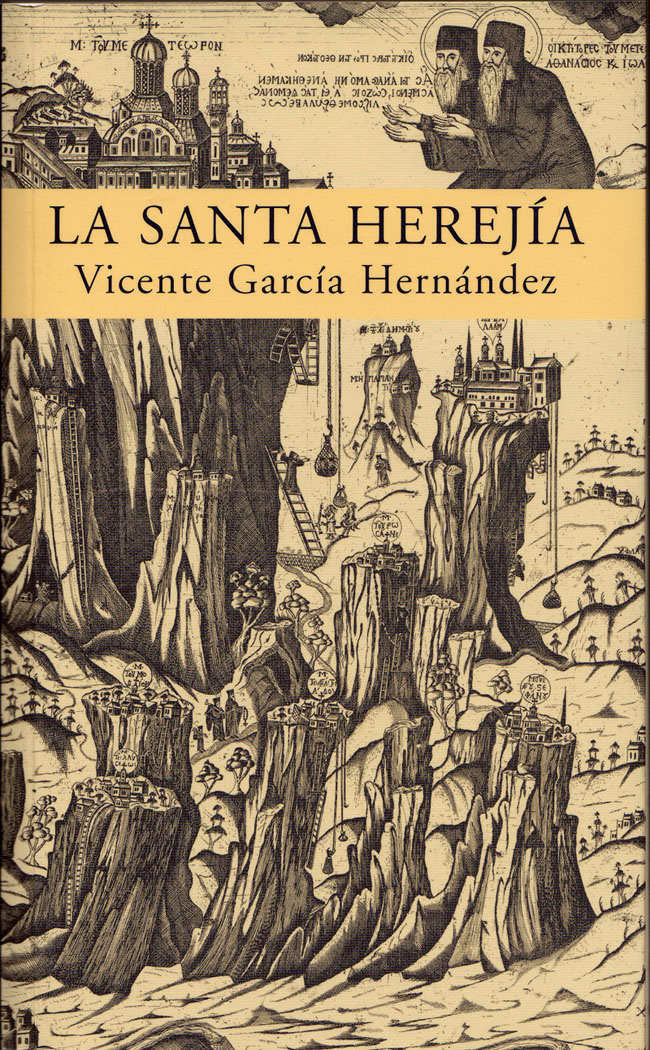
Cubierta de la novela La santa herejía

De su poesía, en general, dice el crítico Florencio Martínez Ruiz: «García Hernández juega únicamente con la palabra, con su valor léxico, con sus signos imaginísticos, con su relevo sintáctico, con su valor proteico –en cambiante valoración de significados– para levantar sobre su textura y esquematismo un nuevo código de comunicación y de belleza».
García Hernández tiene publicados, además, Los barcos de papel, año 1995, colección de 10 relatos breves, en los que con un lenguaje poético y surrealista, e irónico, a veces, trata temas en los que el bien y el mal se disputan ser hegemónicos en el día a día de la vida del ser humano, perdiendo el bien, alguna vez; pero sin estruendo. El otro libro de relatos El bosque apócrifo, contiene 9 cuentos, en los que el misterio y una ironía más amarga y trágica que la del anterior libro, expone ensoñaciones y fantasmagorías del autor, por las que, preguntado, aún dice sentirse perseguido. Últimamente, en 2006, ha publicado la novela, inspirada en un hecho histórico, pero no histórica, La santa herejía, de la que se dice ser obra de “prosa llamativa, repleta de hermosas metáforas, de situaciones originales, con un lenguaje acorde con la época que pinta”, y en la que “ocupa un lugar privilegiado la ironía y el humor, sin que falte un fondo filosófico que nos invita a la meditación”. En su lectura, una actitud complaciente con los personajes, conduce a que no deje de fluir de nuestros labios una sonrisa cómplice, y aun corrosiva, que nos hace amar y hallar correcto incluso lo que parece heterodoxo, y lo es, en algún caso; y todo debido a que vemos esta heterodoxia sólo como peldaño indispensable para la libertad. 
Ha publicado, además, los ensayos Un punto de luz (1991), sobre la Navidad; La palabra, las miradas, el amor (2008), ensayo en el que se analiza el valor de la imagen en la manifestación (sin palabras, a veces) de los sentimientos; y El mar y su estrella (2008), estudio e historia de la poesía carmelitana en nuestra literatura.

## Obra

### Poesía
▪ Dios se llama forastero. Excma. Diputación de Murcia. Premio “Polo de Medina”. 1964
▪ Los pájaros. Ediciones Rialp. Accésit Premio “Adonais”. Madrid. 1966.
▪ Introducción a una selva incipiente. Ediciones 23-27. Murcia. 1975.
▪ Creo en la tierra. Galayo. San Pedro del Pinatar. 1977.
▪ A modo de canciones. Monteagudo. Universidad de Murcia. 1978.
▪ Labios en la Vía Láctea. Galayo 16. San Pedro del Pinatar. 1982
▪ Los pájaros hablados. Fondo editorial Ayuntamiento San Pedro del Pinatar. 1990.
▪ Casi amor o cántico. Fondo Editorial Caja Murcia. 1993.
▪ Si quieres ser mi diálogo (Libro para la oración). Espiritualidad. San Pedro del Pinatar. 1993.
▪ Navidad poética. Colección Pliego. Molina de Segura. 1997.
▪ Materia elemental. Editorial Azarbe. Molina de Segura. 2012.
▪ Piedras rodadas. Editorial Letra Impar. Almería. 2017.
▪  Oh, Navidad. Edición Casa Sacerdotal. Murcia. 2017.
▪  Y atrapé el viento. Editorial Trirremis. Murcia. 2017.
▪ Me detuve, y toqué el silencio. Editorial Vitruvio. Madrid. 2021
• Palabras y alas en el aire. Antología personal. Ediciones Palabras Cuadradas. Mula. 2022`
• Inacabada claridad. Editorial Balduque SL. Colección Sudeste. Cartagena. Murcia. 2024.

### Antologías
▪ Poesía sacerdotal contemporánea. Antología. Uriel. Logroño. 1957.
▪ Última poesía religiosa. Antología. Apostolado seglar. Barcelona. 1967.
▪ Nuevo mester de clerecía. Antología. Florencio Martínez Ruiz. Editora Nacional. Madrid 1978.
▪ Poemas sin Primavera. Antología. Ayuntamiento de Totana. 2021.
• La Región de Murcia en la colección Adonáis. Antología. Andrés María García Cuevas. Página 73. Editorial Balduque. Murcia. 2023.

### Relatos
▪ Los barcos de papel. Galayo 95. 1995.
▪ El bosque apócrifo. Fondo Editorial Caja Murcia. 1996.
▪ Mi Diario. Publicación diaria en El bosque apócrifo, blog en Internet.
▪ Cuando la realidad se parece a la ficción. 121 visiones sobre la pandemia del siglo XXI. (Microrrelatos). Ayuntamiento. Molina de Segura 2021.
• Cuentos del Mar Menor. Antología de cuentos. Ediciones Irreverentes. Madrid. 2022.

### Novela y teatro
▪ Los vidrios rotos. Excma. Diputación de Murcia. Premio “Andrés Baquero” de novela corta. 1975
▪ La santa herejía. Novela. Edición Cuadrado. Madrid. 2006.
▪ Las arañas. Comedia en 3 actos. Excma. Diputación de Murcia. Premio “Andrés Baquero” de Teatro. 1980.
▪ El pez pescado. Comedia en 1 acto. Monteagudo. Murcia. 1981.
▪ Retablo del Portal Iluminado. Auto de Navidad en 1 acto. Parroquia de la Purísima. Javalí Viejo. 1984.
▪ Júbilo en la Casa de Dios. Comedia en 1 acto. Casa Sacerdotal. Murcia. 2019.
▪ Retablo del Portal Iluminado. 2.ª Edición. Manolo Cuadrado. 2019

### Ensayos
▪ Un punto de luz. Asociación de Belenistas. Murcia. 1992.
▪ La palabra, las miradas, el amor. Cabildo Semana Santa. San Pedro del Pinatar. 2008.
▪ El mar y su estrella. Hermandad del Carmen. San Pedro del Pinatar.  2008.

### Libros Inéditos
▪ Textos y tronos. (Ensayos).
▪ Contemplación. (Poemas a lo divino).
▪ Inacabada claridad. (Libro de poemas). En la Editorial. 